# 高宣
高宣（?—?），南宋造船家，曾任都水监都料匠。
绍兴元年（1131年），程昌寓镇压杨么军，高宣受命打造八车战船，以人力踏车行驶，非常便捷。后来又造二十车、二十三车大船，载兵二三百人。后来被杨么俘虏，又造二十四车、三十二车大楼船，有大小德山船、混江龙的名称，船分为两三层，大的能载千余人，上有拍竿，可以击碎敌船。